# Volby do Senátu Parlamentu České republiky 2030
Volby do Senátu Parlamentu České republiky by se v roce 2030 měly uskutečnit ve 27 senátních obvodech. Termín voleb vyhlásí prezident na základě zákona o volbách do Parlamentu České republiky, podle tohoto zákona by se nicméně mělo 1. kolo voleb konat 11. a 12. října 2030, druhé kolo pak o týden později 18. a 19. října 2030. Volby se budou zřejmě konat paralelně s komunálními volbami v roce 2030.
V těchto volbách obhajuje osm mandátů ANO 2011, šest STAN, pět ODS, po dvou TOP 09 a KDU-ČSL a po jednom mandátu SOCDEM, SEN 21 a Přísaha. Jeden senátorský mandát ve volbách v roce 2024 připadl nezávislému kandidátovi a žádná strana jej tak neobhajuje.

## Volební obvody
Volby proběhnou v těchto senátních obvodech:
- č. 2 – Sokolov
- č. 5 – Chomutov
- č. 8 – Rokycany
- č. 11 – Domažlice
- č. 14 – České Budějovice
- č. 17 – Praha 12
- č. 20 – Praha 4
- č. 23 – Praha 8
- č. 26 – Praha 2
- č. 29 – Litoměřice
- č. 32 – Teplice
- č. 35 – Jablonec nad Nisou
- č. 38 – Mladá Boleslav
- č. 41 – Benešov
- č. 44 – Chrudim
- č. 47 – Náchod
- č. 50 – Svitavy
- č. 53 – Třebíč
- č. 56 – Břeclav
- č. 59 – Brno-město
- č. 62 – Prostějov
- č. 65 – Šumperk
- č. 68 – Opava
- č. 71 – Ostrava-město
- č. 74 – Karviná
- č. 77 – Vsetín
- č. 80 – Zlín

Zvolení senátoři v těchto obvodech nahradí senátory zvolené v senátních volbách v roce 2024.